# 21016 Miyazawaseiroku
21016 Miyazawaseiroku (1988 VA) là một tiểu hành tinh vành đai chính được phát hiện ngày 2 tháng 11 năm 1988 bởi T. Seki ở Geisei.